# اکس‌کاربازپین
اکس‌کاربازپین (به انگلیسی: Oxcarbazepine) که با نام تجاری Trileptal و دیگر نام‌ها فروخته می‌شود، دارویی است که برای درمان صرع استفاده می‌شود. اکس‌کاربازپین هم برای تشنج کانونی و هم برای تشنج منتشر استفاده می‌شود. این دارو هم به تنهایی و هم به عنوان درمان تکمیلی در افراد مبتلا به اختلال دوقطبی که هیچ موفقیتی در درمان‌های دیگر نداشته‌اند، استفاده شده‌است. طریقه مصرف آن به شکل خوراکی است.
عوارض جانبی شایع عبارتند از تهوع، استفراغ، سرگیجه، خواب آلودگی، دوبینی و مشکل در راه رفتن. عوارض جانبی جدی ممکن است شامل آنافیلاکسی، مشکلات کبدی، پانکراتیت، افکار خودکشی و ضربان غیرطبیعی قلب باشد. اگر چه استفاده در دوران بارداری ممکن است به کودک آسیب برساند، اما خطر کمتری نسبت به تشنج دارد. مصرف در دوران شیردهی توصیه نمی‌شود. در افرادی که به کاربامازپین آلرژی دارند، ۲۵ درصد خطر مشکل در مصرف اکس‌کاربازپین وجود دارد. نحوه عملکرد آن کاملاً مشخص نیست.
اکس‌کاربازپین در سال ۱۹۶۹ ثبت اختراع شد و در سال ۱۹۹۰ مورد استفاده پزشکی قرار گرفت. این دارو به عنوان یک داروی ژنریک در دسترس است. در سال ۲۰۱۹، این دارو با بیش از ۳ میلیون نسخه دارو، ۱۶۲ام داروی رایج تجویز شده در ایالات متحده بود.